# りょうけん座Y星
りょうけん座Y星 (Y CVn, Y Canum Venaticorum) は、りょうけん座の恒星である。非常に赤く見えることで知られる。

## 特徴
りょうけん座Y星は半規則型変光星で、160日の周期で変光している。全天で最も赤く見える星の1つであり、炭素星の中では最も明るく見える。赤外線領域の放射が非常に大きく、太陽の22,000～87,000倍もの放射をしていると考えられている。
りょうけん座Y星のような太陽の数倍程度の質量を持つ恒星は、核での水素からヘリウムへの核融合が終わるとヘリウムから炭素への核融合が始まる。このいわゆる赤色巨星の段階では、外層は膨張して冷え、放射は電磁スペクトルの赤端に遷移する。さらに寿命が近くなると、核融合生成物が対流によって核から外側に移動するため、恒星大気の炭素濃度が上昇して一酸化炭素やその他の化合物を形成する。これらの分子が短い波長の光を吸収することにより、通常の赤色巨星よりもスペクトル中の青色や紫色の成分が少なくなるため、非常に際立った赤色を呈するようになる。
りょうけん座Y星は、ヘリウムから炭素への核融合の最終段階にあるとみられ、その太陽の約100万倍もの強烈な恒星風によって年に太陽質量の1万分の1もの質量を失っている。いずれは現在の50倍もの速度で質量を失い、最終的に残された核が白色矮星となると考えられている。

## 名称
固有名のラスペルバ (La Superba) は、19世紀のイタリアの天文学者アンジェロ・セッキによって命名された。その美しさに感激した彼は、ラテン語で「壮麗なもの」を意味する名前を付けた。2018年8月10日、国際天文学連合の恒星の命名に関するワーキンググループ (Working Group on Star Names, WGSN) は、りょうけん座Y星の固有名として、La Superba を正式に承認した。